# Haukdæla þáttr
Haukdæla þáttr es una historia corta islandesa (þáttr) que se conserva en la saga Sturlunga. Hay evidencias que forma parte de una compilación de Þórður Narfason (m. 1308) junto a diversas secciones de la saga, Sturlu þáttr y Geirmundar þáttr heljarskinns. La obra se centra en la actividad del clan familiar de los Haukdælir.